# 王凝命
王凝命（？年—？年），云南昆明人。明末政治人物。

## 生平
天啓四年（1624年）甲子科雲南乡试舉人，崇祯四年（1631年）成辛未科进士，授福州府推官，当地人多有服食毒草陷害仇家，王凝命严厉打击，这种风气逐渐平息。后与侯官知县李正春政见不合，解官而去。
后起复平遥县知县，累升四川兵备道副使，抵御流寇，以辛劳得病，卒于官。